# Lotta & die frohe Zukunft
Lotta & die frohe Zukunft ist ein deutscher Fernsehfilm von Gero Weinteuer aus dem Jahr 2013. Es handelt sich um die dritte Episode der ZDF-Filmreihe Lotta mit Josefine Preuß in der Titelrolle. Die Fernsehreihe basiert auf dem Buch Die letzten Dinge von Annegret Held.

## Handlung
Lotta hat einen Plan: Sie will Medizin studieren und auf eigenen Beinen stehen. Alleinerziehend mit einer Tochter ist das gar nicht so leicht. Nachdem sie sich bislang fast immer mit ihrem Dickkopf hat durchsetzen können, muss sie nun lernen, sich zu arrangieren: mit dem strengen Studium, mit jüngeren Kommilitoninnen und in einer WG. Und nicht nur das: Mit einem Mal verspürt Lotta ein ihr bis dahin völlig unbekanntes Gefühl. Sie hat sich verliebt. Und das passt ihr gar nicht in den Kram.

## Hintergrund
Lotta & die frohe Zukunft wurde vom 9. Oktober 2012 bis zum 7. November 2012 an Schauplätzen in Berlin und Halle (Saale) gedreht. Produziert wurde der Film von der Novafilm Fernsehproduktion.
Die Erstausstrahlung erfolgte am 4. April 2013 und erreichte eine Zuschauerresonanz von 4,38 Millionen. In der Zielgruppe der 14- bis 49-Jährigen lag der Film mit einer Einschaltquote von 9,0 Prozent deutlich über dem Sender-Marktanteil.

## Kritik
Für die Kritiker der Fernsehzeitschrift TV Spielfilm ist Lotta & die frohe Zukunft eine „flockig inszeniert[e], perfekt besetzt[e], lebensnahe Komödie“, die „auch ernste Themen wagt“ und zugleich ein „frisch erzählter, schwungvoller Spaß“. Sie bewerteten den Film mit dem Daumen nach oben.